# Cherbourger Straße
Die Cherbourger Straße ist eine zentrale Durchgangsstraße in Bremerhaven, Stadtteile Leherheide (West) und Lehe (Eckernfeld, Speckenbüttel). Sie führt in Ost/West- und später Nordrichtung von der Bundesautobahn 27 Anschluss Bremerhaven-Überseehäfen und Bremerhavener Straße in Speckenbüttel zur Wurster Straße und zu den Bremer Häfen (Containerterminal, Nordhafen, Osthafen, Wendebecken) als Häfen in Bremerhaven.
Sie gliedert sich in die Teilbereiche
- Autobahn bis Langener Landstraße
- Langener Landstraße bis Adolf-Butenandt-Straße und
- Adolf-Butenandt-Straße bis Wurster Straße.

Die Querstraßen, die oft nicht direkt angeschlossen sind, und die Anschlussstraßen wurden benannt u. a. als Eichenweg nach dem Baum, Lotjeweg, Adolf-Kolping-Straße nach dem Theologen (1909–1997), Langmirjen, Dudweilerstraße nach dem saarländischen Ort, Langener Landstraße nach dem Ort Langen, Claus-Groth-Straße nach dem Schriftsteller (1819–1899), Grubke, Adolf-Butenandt-Straße nach dem Leher Biochemiker und Nobelpreisträger (1903–1995), Dr.-Franz-Mertens-Straße nach dem Botaniker (1764–1831), Wurster Straße nach dem nördlichen Land Wursten, unbenannter Weg, Alfred-Wegener-Straße nach dem Geowissenschaftler und Polarforscher (1880–1930), Weserportstraße nach dem Hafengebiet und wieder Wurster Straße; ansonsten siehe beim Link zu den Straßen. Durch Baumaßnahmen ändern sich einige Querstraßenbeziehungen.

## Geschichte

### Name
Die Cherbourger Straße wurde nach der französischen Partnerstadt Cherbourg benannt, die bis 2000 eine selbständige Gemeinde im Département Manche in der Region Normandie im Norden Frankreichs war und seitdem ein Ortsteil von Cherbourg-en-Cotentin (80.000 Einwohner) ist. Seit 1961 besteht eine Städtepartnerschaft mit Bremerhaven. Die Benennung der Straße erfolgte im Dezember 1971.

### Entwicklung
Die Hafengruppe Bremerhaven der Bremer Häfen wurde mit dem Container-Terminal Bremerhaven seit 1968 kontinuierlich bis 2008 ausgebaut. 2017 wurden hier 3,21 Mio. Container (5,50 Mio. TEU) mit 54,9 Mio. t umgeschlagen. Rund 1 Mio. TEU werden mit Lastwagen auf der Straße transportiert. Auch der Umschlag von Automobilen im Nordhafen nahm zu, die jedoch zumeist über die Eisenbahn an- und abgeliefert werden.

### Verkehr
Die Cherbourger Straße wurde zu einer wichtigen Straßenverbindung von der Autobahn von 1976 zu den Häfen in verschiedenen Stufen ausgebaut. Zur Schaffung einer leistungsfähigen Hafenanbindung erfolgt nach langwierigen Vorbereitungen (seit 2006, Klageverfahren seit 2013) ein weiterer Ausbau u. a. als Tunnel, der die kritischen Knotenpunkte der Cherbourger Straße entlastet und zu einer Trennung des Hafenverkehrs vom sonstigen städtischen Individualverkehr führt.
Ein Vergleich vieler Varianten führte zu einer Tunneltrasse südlich des derzeitigen Verlaufes der Cherbourger Straße, im östlichen Abschnitt um 200 Meter südlich der Cherbourger Straße unterhalb des Eichenwegs, im mittleren Abschnitt unterhalb der Claus-Groth-Straße und dann westlich unter dem bestehenden Verlauf der Cherbourger Straße.
Der Tunnel Cherbourger Straße wurde in einzelnen Bauabschnitten als so genannter Offener Trog mit einer Nordröhre (1848 Meter Länge) und einer Südröhre (1659 Meter Länge) gebaut. Diese Straßen oberhalb des Tunnels wurden danach wieder hergerichtet. Die Baukosten betrugen 272 Mio Euro, finanziert durch Bund, Land Bremen, Stadt Bremerhaven und Hafenwirtschaft. Es sollen in beiden Richtungen täglich etwa 15.000 Fahrzeuge durch den Tunnel fahren.

#### ÖPNV
Bereits Anfang der 1970er Jahre fuhren die Buslinien 7 und 8 durch die Cherbourger Straße.
Die Straße wird – Stand 2025 – auf einem Teilabschnitt von den Buslinien 503 und 508 der Bremerhavener Versorgungs- und Verkehrs-GmbH durchfahren.

## Gebäude und Anlagen
Die Straße hat überwiegend keine Anliegerbebauung.
Erwähnenswerte Gebäude und Anlagen
- Autobahn A27 von 1976, Anschluss Bremerhaven-Überseehäfen
- Waldgebiet und Fußgängerbrücke Richtung Ferdinand-Lassalle-Straße und Leherheide West
- Alte Cherbourger Straße:
  - Adolf-Kolping-Straße Nr. 4: 1- bis 4-gesch. Gebäudegruppe mit u. a. Hotel und Dienstleistern
  - Zwischen Lotjeweg/Adolf-Kolping-Straße und Langener Landstraße: Zumeist 1-gesch. freistehende Einfamilienhäuser
  - Brücke der Bahnstrecke Bremerhaven–Cuxhaven
  - Westlich der Langener Landstraße: 1-gesch. freistehende Einfamilienhäuser
- Nach dem Straßentunnel ab Wurster Straße:
  - Wurster Str. Nr. 101: 16-gesch. Wohnhochhaus von um 1980
  - Straße in Tieflage
  - Nordseite: Einfamilienhaussiedlung in Speckenbüttel und Speckenbütteler Park
  - Südseite: Nordsee-Stadion von 1975 für 10.000 Zuschauer, mit Fußballstadion und Leichtathletikanlage sowie Nebenplätzen
- Fußgängerbrücke zu den nördlichen und südlichen Siedlungen und zur Sportanlage
- Beidseitige Waldgebiete
- Brücke über die Neue Aue, die zum Weserportsee führt
- Südwestlich: Stellplatzflächen der BLG für den Autoumschlag
- Hinweis: Nordwestlich der Straße an der Wurster Straße stand seit 1945 die US-amerikanische Carl Schurz Kaserne als Port of Embarkation mit dem Sender des American Forces Networks AFN-Bremerhaven (1949–1993): heute Hafengebiet.